# Richard Hunt
Richard Hunt (født 16. august 1951, død 7. januar 1992) var en amerikansk dukkefører og skuespiller. Her opererede han bl.a. Scooter, Beaker, Statler og Janice i Jim Hensons Tv-program The Muppet Show og også Junior Gorg og Ral i Fragglerne.